# Sardent
Sardent település Franciaországban, Creuse megyében. Lakosainak száma 758 fő (2022. január 1.). Sardent La Chapelle-Saint-Martial, Janaillat, Maisonnisses, Peyrabout, Pontarion, Savennes, Saint-Christophe, Saint-Éloi, Saint-Hilaire-le-Château és Thauron községekkel határos.

## Népesség
A település népessége az elmúlt években az alábbi módon változott:
| Lakosok száma | 1085 | 944  | 845  | 838  | 775  | 783  | 788  | 769  | 760  | 758  |
|               | 1968 | 1982 | 1990 | 2006 | 2013 | 2015 | 2017 | 2019 | 2020 | 2022 |